# FGM-148 Javelin

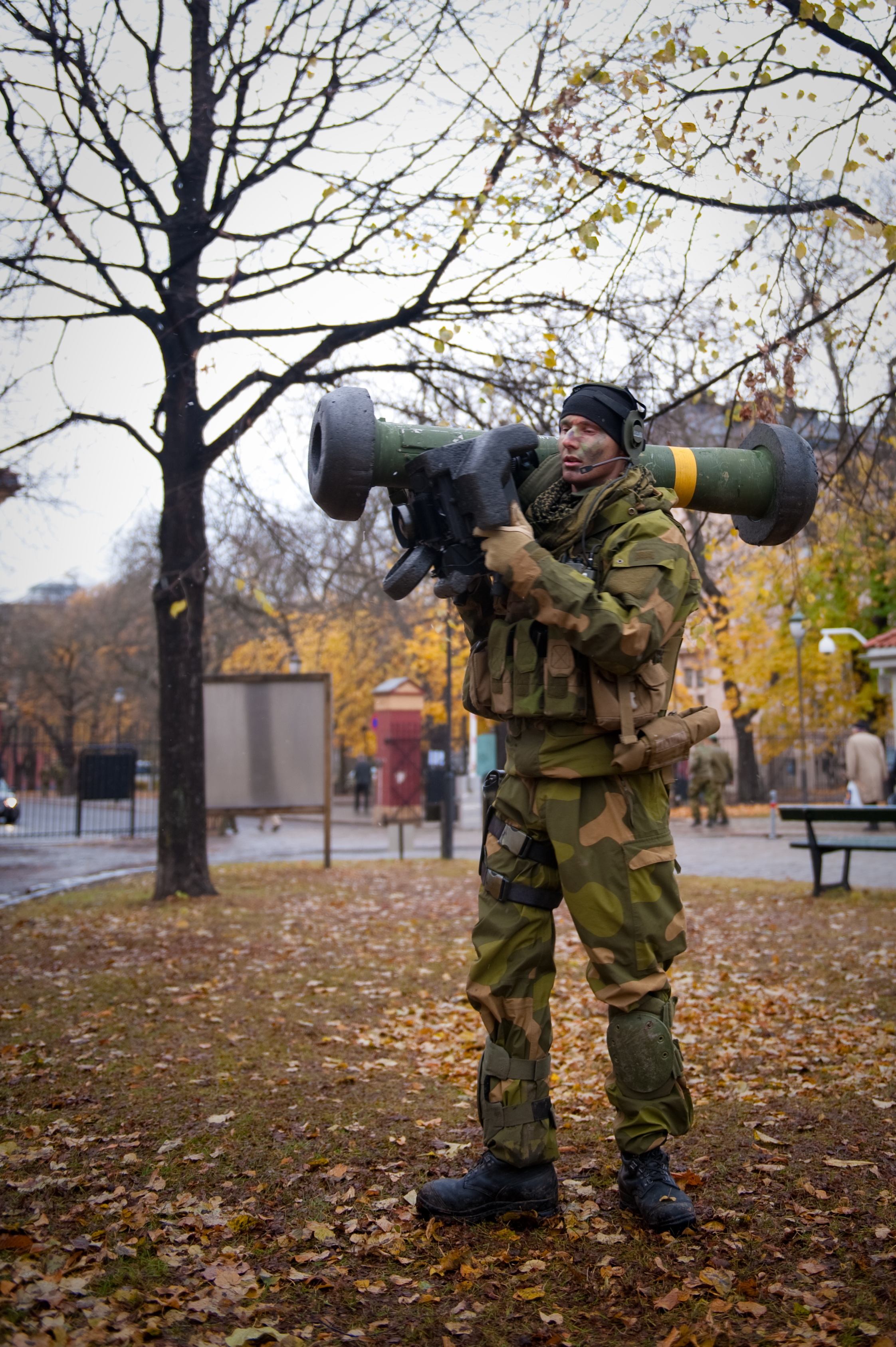
Um soldado norueguês com seu Javelin.

O FGM-148 Javelin é um lançador de mísseis antitanque portátil produzido e desenvolvido pelos Estados Unidos. O Javelin usa orientação automática por infravermelho que permite ao usuário buscar cobertura imediatamente após o lançamento do míssil, em oposição aos sistemas guiados por fio, que exigem que o utilizador guie a arma durante todo o engajamento. A ogiva disparada pelo Javelin (chamada HEAT) é capaz de derrotar tanques modernos, acertando-os de cima, onde sua blindagem é mais fina, e também é útil contra fortificações em um voo de ataque direto. Até 2019, o Javelin já havia sido usado em mais de 5 000 engajamentos bem-sucedidos.